# Chiesa di Sant'Ambrogio (Morazzone)
La chiesa di Sant'Ambrogio è la parrocchiale di Morazzone, in provincia di Varese e arcidiocesi di Milano; fa parte del decanato di Azzate.
Edificata tra il 1814 e il 1817, è dedicata a sant'Ambrogio ed è sede di parrocchia. Dalla documentazione risulta che, intorno al 1810 il parroco don Francesco Pesenti, riteneva fosse necessaria la costruzione di una chiesa più capiente rispetto a quella già edificata di Santa Maria e ne affidò la progettazione all'architetto Simone Cantoni. Nel 1907 veniva edificato l'oratorio di San Giuseppe adiacente al lato sinistro della chiesa; all'interno si trovano vecchie murature della precedente chiesa cinquecentesca con l'affresco raffigurante sant'Ambrogio, (XVI secolo) attribuito a Pier Francesco Mazzucchelli detto Il Morazzone, o della scuola.

## Storia
Presente nel Liber Notitiae Sanctorum Mediolani (un codice della Biblioteca Capitolare del duomo di Milano della fine del XIII secolo, testo che riporta le memorie dei santi venerati in Milano e nella diocesi con la enumerazione delle chiese e degli altari ad essi dedicati, mancando però dei santi più popolari — come Ambrogio di Milano — perché ad essi sarebbe stata dedicata un'altra pubblicazione a noi non pervenuta), attribuito a Goffredo da Bussero, cappellano di Rovello (1220–1289 circa), compilato da un ignoto trascrittore agli inizi del trecento raccogliendo gli appunti lasciati da Goffredo, che cita in Morazzone le chiese di Santa Maria Maddalena («in plebe castro seprio. loco morenzono. ecclesia sancte marie magdalene»), Santa Maria Madre («morenzono. ecclesia sancte dei genitricis marie») e di San Pietro («morenzono. ecclesia sancti petri apostoli»), oggi scomparsa.
La chiesa di Morazzone è attestata come capella alla fine del XIV secolo nella pieve di Castelseprio (Notitia cleri 1398, un codice sulla rendita economica delle parrocchie ad uso forse della Curia Arcivescovile, custodito sempre nella Biblioteca Capitolare del Duomo di Milano).
Dalla fine della metà del quattrocento Morazzone poteva vantare un rettore residente, che può considerarsi il primo parroco di cui si abbia conoscenza. Il primo documento attestante ciò è l'atto di investitura dei beni a livello compiuto lunedì 21 ottobre 1454 dal sacerdote Cristoforo Castiglioni, rettore e beneficiale della chiesa di Sant'Ambrogio in Morazzone a favore di un massaro, certo Ambrogio detto Tachino (Archivio Parrocchiale Morazzone). Il 13 agosto 1487 si ha ulteriore conferma in un altro documento di investitura di beni del nuovo rettore di Sant'Ambrogio, Bernardo da Morazzone, a favore di un Giovanni da Besnate detto di Morazzone (Archivio Parrocchiale Morazzone).
Ulteriore attestazione ancora come "capella" o "rettoria" di Sant'Ambrogio si ha nel 1564 (Liber seminarii 1564, un documento redatto in occasione dell'erezione dei seminari diocesani ordinata dal Concilio di Trento, in quale imponeva una tassa su tutte le rendite dei benefici parrocchiali, testo pure conservato nella Biblioteca Capitolare del Duomo di Milano), sempre nella pieve di Castelseprio («Capella de Sant'Ambrosio de Morazono sive rettoria de d.no Barthalomeo Castiono» L. 6 S. – D. 9).
Tra il XVI e il XVIII secolo, la parrocchia di Sant'Ambrogio è costantemente ricordata negli atti delle visite pastorali compiute dagli arcivescovi di Milano e dai delegati arcivescovili nella pieve di Carnago.
Nel 1747, durante la visita pastorale dell'arcivescovo Giuseppe Pozzobonelli, il clero nella parrocchia di Sant'Ambrogio di Morazzone era costituito dal parroco e da nove sacerdoti residenti, oltre a un chierico; il popolo assommava a 772 anime complessive, di cui 537 comunicati; nella parrocchiale era costituita la confraternita del Santissimo Sacramento, eretta dall'arcivescovo Carlo Borromeo il 1º aprile 1583; esisteva inoltre la confraternita del Santissimo Rosario all'altare della Beata Maria Vergine, eretta in ragione di privilegio concesso dal padre generale dei predicatori il 3 aprile 1578, con facoltà di indossare l'abito di colore rosso. Nel territorio della parrocchia, oltre alla chiesa di Sant'Ambrogio, esistevano gli oratori di Santa Maria Madre e di Santa Maria Maddalena (Visita Pozzobonelli, Pieve di Carnago).
Verso la fine del XVIII secolo, secondo la nota specifica delle esenzioni prediali a favore delle parrocchie dello stato di Milano, la parrocchia di Sant'Ambrogio di Morazzone possedeva fondi per 433.19 pertiche; il numero delle anime, conteggiato tra la Pasqua del 1779 e quella del 1780, era di 846 (Nota parrocchie Stato di Milano, 1781). Nella coeva tabella delle parrocchie della città e diocesi di Milano, la rendita netta della parrocchia di Morazzone assommava a lire 895.16; la nomina del titolare del beneficio parrocchiale spettava all'ordinario (Tabella parrocchie diocesi di Milano, 1781).
All'epoca della prima visita pastorale dell'arcivescovo Andrea Carlo Ferrari nella pieve e vicariato di Carnago, il reddito netto del beneficio parrocchiale assommava a lire 2022,45; il clero era costituito dal parroco e da un coadiutore. I parrocchiani erano 1800, compresi gli abitanti delle frazioni Roncaccio, Buglia, Pagliate, Bozzatto; nel territorio parrocchiale esistevano le chiese e oratori Santa Maria Madre e di Santa Maria Maddalena; nella chiesa parrocchiale era eretta la confraternita femminile del Santissimo Sacramento, fondata nel 1818, la pia unione delle Figlie di Maria, fondata nel 1873 e aggregata alla primaria di Roma, e la compagnia di San Luigi Gonzaga, fondata nel 1895, l'Apostolato della preghiera. La parrocchia era di nomina arcivescovile (Visita Ferrari, I, Pieve di Carnago).

Don Giuseppe Motta

L'abbellimento e la decorazione interna della chiesa parrocchiale furono attuati fra il 1893 e il 1894 dal parroco don Giuseppe Motta (compresa l'attuale facciata esterna).
Nel XIX e XX secolo, la parrocchia di Sant'Ambrogio di Morazzone è sempre stata inserita nella pieve di Castelseprio in Carnago e vicariato foraneo di Carnago, nella regione III, fino alla revisione della struttura territoriale della diocesi, attuata tra il 1971 e il 1972 (decreto 11 marzo 1971) (Rivista Diocesana Milanese 1971) (Sinodo Colombo 1972, cost. 326), quando fu attribuita al nuovo vicariato foraneo e poi decanato di Varese, nella zona pastorale II di Varese; con decreto 2 maggio 1974 dell'arcivescovo Giovanni Colombo fu aggregata al decanato di Azzate (decreto 2 maggio 1974) (Rivista Diocesana Milanese 1974). Il 10 marzo 2022 la parrocchia entrò a far parte della comunità pastorale "Santa Teresa Benedetta della Croce", formata dalle parrocchie dei comuni di Gazzada Schianno, Lozza e Morazzone.

## Descrizione

### Interno
La pianta della chiesa è a croce greca, con quattro altari laterali. Il presbiterio è sopraelevato di tre gradini rispetto alla navata con l'altare maggiore e un tempietto.
Sono presenti 2 lapidi in serizzo risalenti al I secolo, di recupero dalla distrutta chiesa di Santa Maria Maddalena, che cita i fratelli Sentii della tribù Oufentina, riportanti le seguenti iscrizioni:
La seconda epigrafe riporta invece:
Inoltre una lapide indicante:
Sopra il blocco di serizzo si trova il quadro della Maddalena (XVI secolo) e la campana (Paolo Andrea Bizzozero, 1776), altri resti qui riportati della chiesa della Maddalena.
Altre opere sono presenti all'interno della chiesa: dietro l'altare una Crocifissione su tela del XVII secolo, una Giuditta con la testa di Oloferne e un Cristo con l'adultera, entrambi del XVII secolo.
In fondo si trovano le acquasantiere in marmo di Arzo (XIX secolo).
Gli affreschi delle volte (catino absidale: le tre virtù teologali: fede, speranza e carità; presbiterio: gloria del Santissimo Sacramento; aula: i quattro evangelisti; ingresso: gloria di Sant'Ambrogio) sono opera del pittore Cav. Francesco Lieti (1893).
L'organo è opera della ditta organaria varesina Cesare Bernasconi e figlio Giovanni del 1901, costruito su precedente Eugenio Biroldi del 1824.

#### Parte destra
All'ingresso è posta la cappella della Madonna delle Grazie costruita nel 1897, con un affresco di autore ignoto (XVI secolo). Nel 1914 ha subito delle riparazioni e interventi decorativi. Sono presenti tre statue: Sant'Agnese, San Francesco d'Assisi e un Sacro Cuore di Gesù.
Segue l'altare di Sant'Ambrogio e San Carlo Borromeo. La pala raffigura in primo piano i due santi, e nella parte superiore due angeli che reggono la croce con la reliquia del Santo Chiodo. La pala, recentemente restaurata, è firmata dal pittore Giovanni Battisti Bertini.

#### Parte sinistra
A sinistra la cappella di San Giuseppe (1920–1926) voluta dal parroco Don Giuseppe Motta. Sull'arcone della cappella si notano pregevoli affreschi del battesimo di Gesù, sormontato da angeli ed Eterno Padre, opera del pittore Cesare Marelli. Sulla parete destra della cappella, affresco della morte di San Giuseppe, opera dell'artista Luigi Morgari. A sinistra, nella cappella, si trova il fonte battesimale in marmo di Arzo (XIX secolo), con mobile in noce e radica.
Poi la cappella della Beata Vergine del Rosario, circondata di quindici “tondi” rappresentanti i misteri gaudiosi, dolorosi e gloriosi del Rosario, di cui il primo raffigurante l'Annunciazione, è stato rubato nel mese di agosto 2008.

## Galleria d'immagini

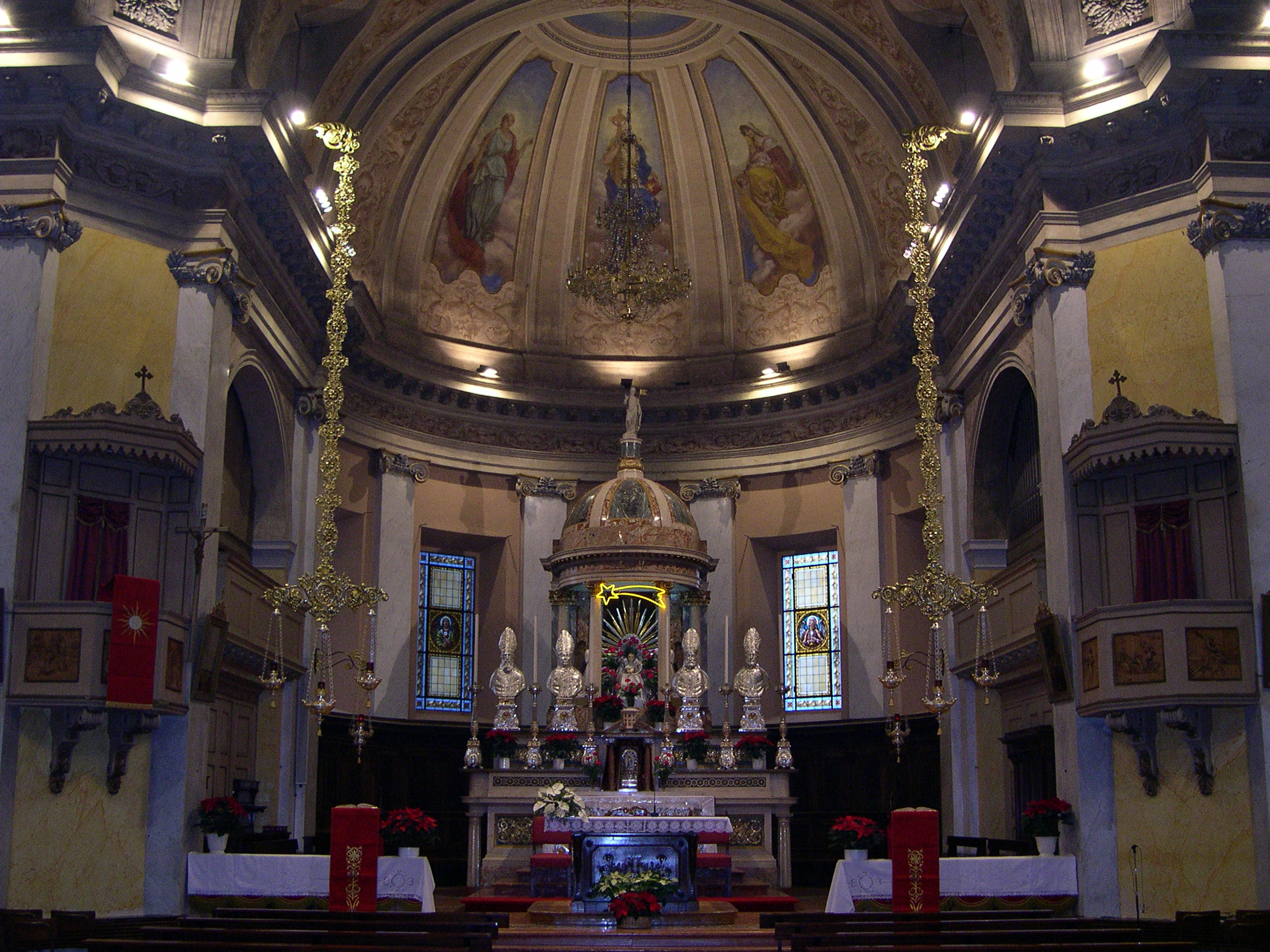
Interno della Chiesa di Sant'Ambrogio a Morazzone
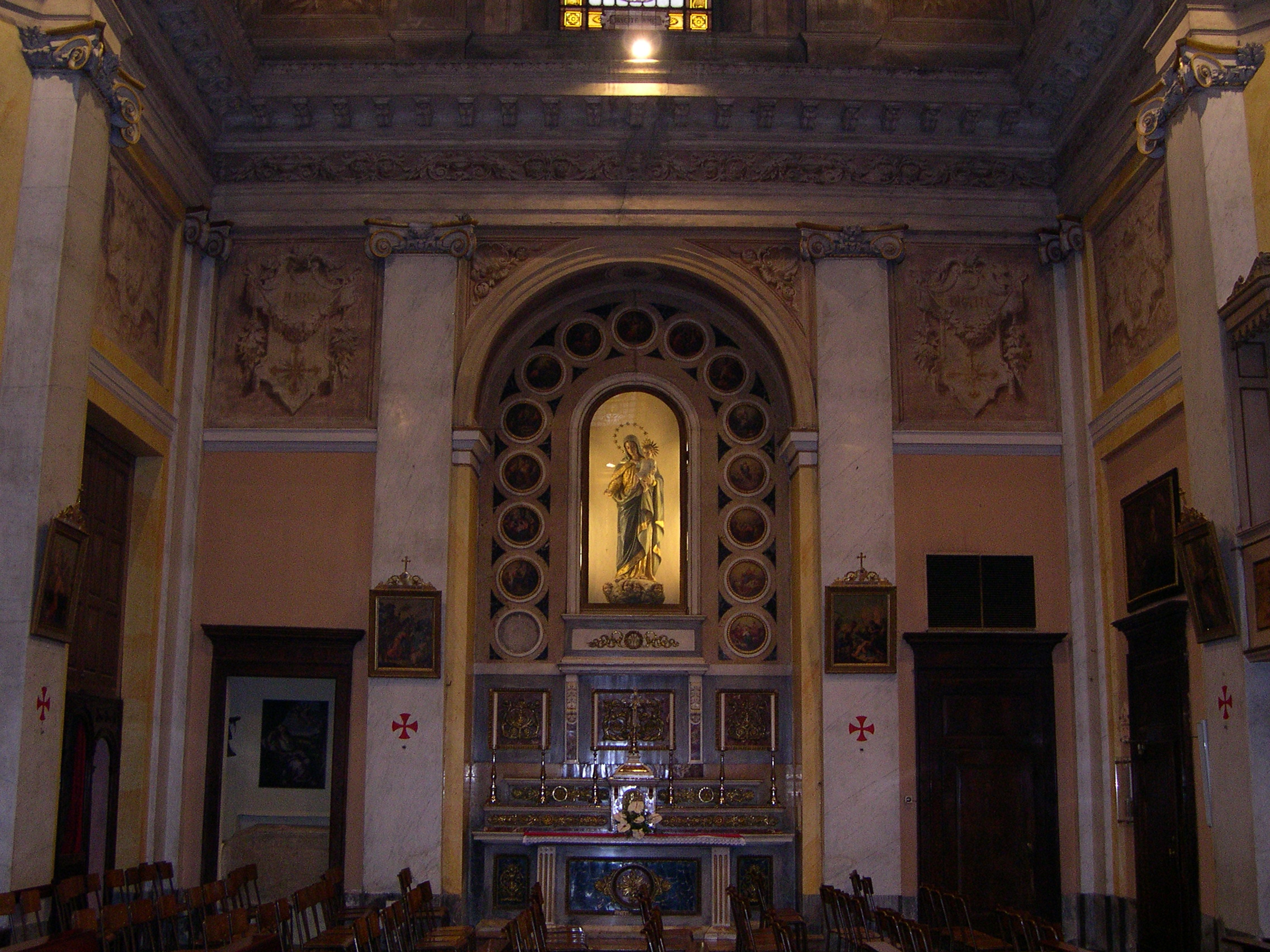
Interno - parte sinistra
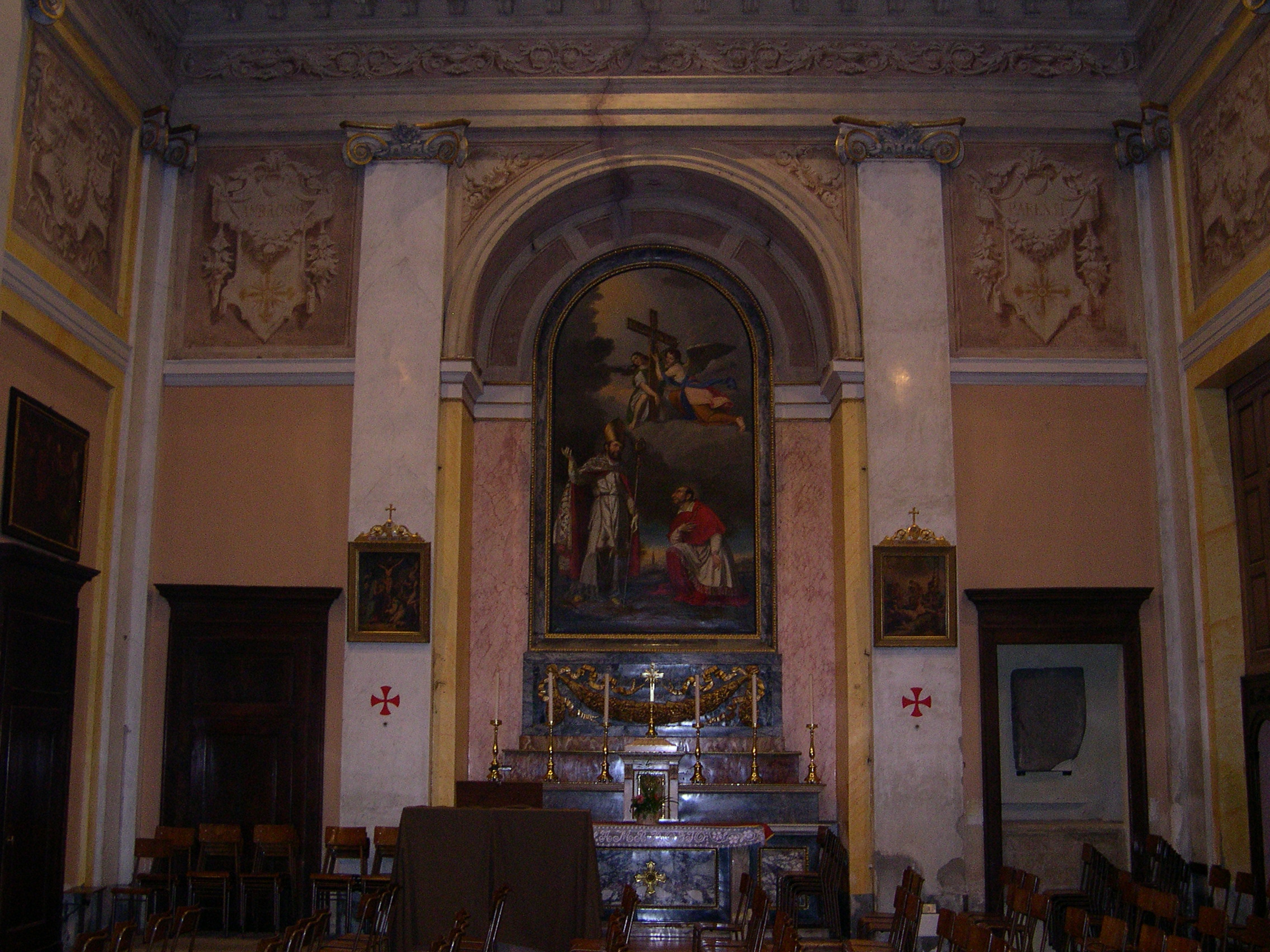
Interno - parte destra
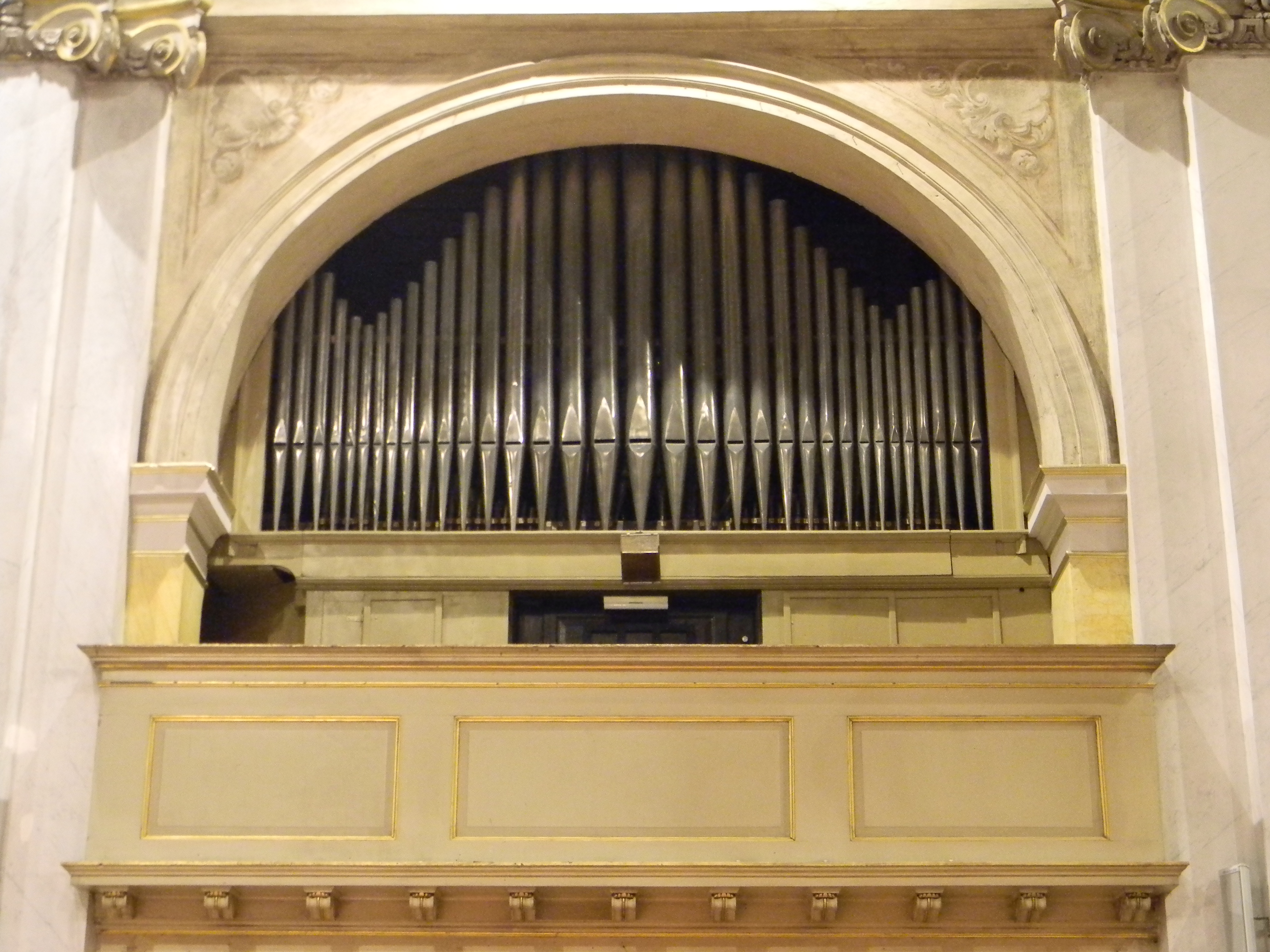
Organo Cesare Bernasconi - Chiesa Parrocchiale di Morazzone